# 宋閔公
宋閔公（？—前682年），中國春秋時期宋國君主。子姓，名捷。
宋莊公之子。在位時與魯國多次交戰，宋閔公八年（前684年）魯敗宋於乘丘（今山東鉅野），擒宋大夫南宮萬。九年（前683年），宋國報復去年乘丘之役，再攻魯國，戰於鄑邑（今山東曲阜南），宋軍又敗。南宮萬後來被釋回，有一回宋閔公和南宫万一起去打獵，雙方起了爭執，宋閔公取笑他：「吾初敬君，今君乃魯國囚犯，吾不再敬君矣。」南宮長萬既愧且怒。宋閔公十年（前682年），南宮長萬趁下棋時殺宋閔公于蒙泽，立子游為君，諸公子借曹國軍隊反擊，殺子游，立宋閔公弟禦說為国君。不久南宮長萬奔陳國，宋人贿赂陈国，“使妇人饮之醇酒，以革裹之，归宋”，被處醢刑。